# Pseudorhombus
Pseudorhombus là một chi cá trong họ Paralichthyidae. Ngoại trừ loài Pseudorhombus biniiđược tìm thấy ở Peru, tất cả các loài còn lại là loài bản địa của vùng Ấn Độ-Thái Bình Dương. Loài lớn nhất có thể có chiều dài liên đến 40 cm.

## Các loài
Có tất cả 25 loài được ghi nhận trong chi này:
- Pseudorhombus annulatus Norman, 1927 (Ringed flounder)
- Pseudorhombus argus M. C. W. Weber, 1913 (Peacock flounder)
- Pseudorhombus arsius (F. Hamilton, 1822) (Largetooth flounder)
- Pseudorhombus binii Tortonese, 1955
- Pseudorhombus cinnamoneus (Temminck & Schlegel, 1846) (Cinnamon flounder)
- Pseudorhombus ctenosquamis (Ōshima, 1927)
- Pseudorhombus diplospilus Norman, 1926 (Four twin-spot flounder)
- Pseudorhombus dupliciocellatus Regan, 1905 (Ocellated flounder)
- Pseudorhombus elevatus J. D. Ogilby, 1912 (Deep flounder)
- Pseudorhombus javanicus (Bleeker, 1853) (Javan flounder)
- Pseudorhombus jenynsii (Bleeker, 1855) (Small-toothed flounder)
- Pseudorhombus levisquamis (Ōshima, 1927)
- Pseudorhombus malayanus Bleeker, 1865 (Malayan flounder)
- Pseudorhombus megalops Fowler, 1934
- Pseudorhombus micrognathus Norman, 1927
- Pseudorhombus natalensis Gilchrist, 1904 (Natal flounder)
- Pseudorhombus neglectus Bleeker, 1865
- Pseudorhombus oculocirris Amaoka, 1969
- Pseudorhombus oligodon (Bleeker, 1854) (Roughscale flounder)
- Pseudorhombus pentophthalmus Günther, 1862 (Fivespot flounder)
- Pseudorhombus quinquocellatus M. C. W. Weber & de Beaufort, 1929 (Five-eyed flounder)
- Pseudorhombus russellii (J. E. Gray, 1834)
- Pseudorhombus spinosus McCulloch, 1914 (Spiny flounder)
- Pseudorhombus tenuirastrum (Waite, 1899)
- Pseudorhombus triocellatus (Bloch & J. G. Schneider, 1801) (Three spotted flounder)